# Alfeo Corassori
Alfeo Corassori (Campagnola Emilia, 3 novembre 1903 – Modena, 27 novembre 1965) è stato un politico italiano.

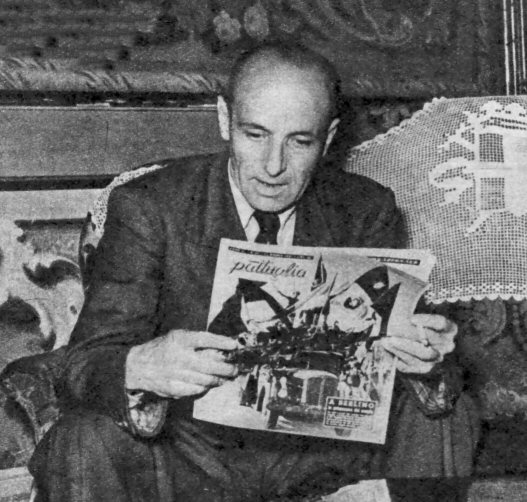
Corassori con una copia di Pattuglia

È stato deputato all'Assemblea Costituente e sindaco di Modena dal 1945 al 1962.

## Biografia

### I primi anni
Alfeo Corassori nacque a Campagnola Emilia, un comune della bassa reggiana, il 3 novembre 1903 da una famiglia di braccianti agricoli. Nel 1919, a soli 16 anni, si avvicinò alle federazione giovanile socialista, ma nel 1921, dopo la nascita del Partito Comunista Italiano aderì, come tanti suoi coetanei, alla federazione giovanile comunista, frequentando regolarmente la sezione di Mancasale, una frazione di Reggio Emilia.
Dopo qualche tempo decise di trasferirsi fuori provincia, più precisamente a Carpi, per entrare negli organismi dirigenti della federazione modenese, una scelta che condizionò favorevolmente la sua carriera politica, creando i presupposti per la futura conquista della carica di sindaco di Modena.

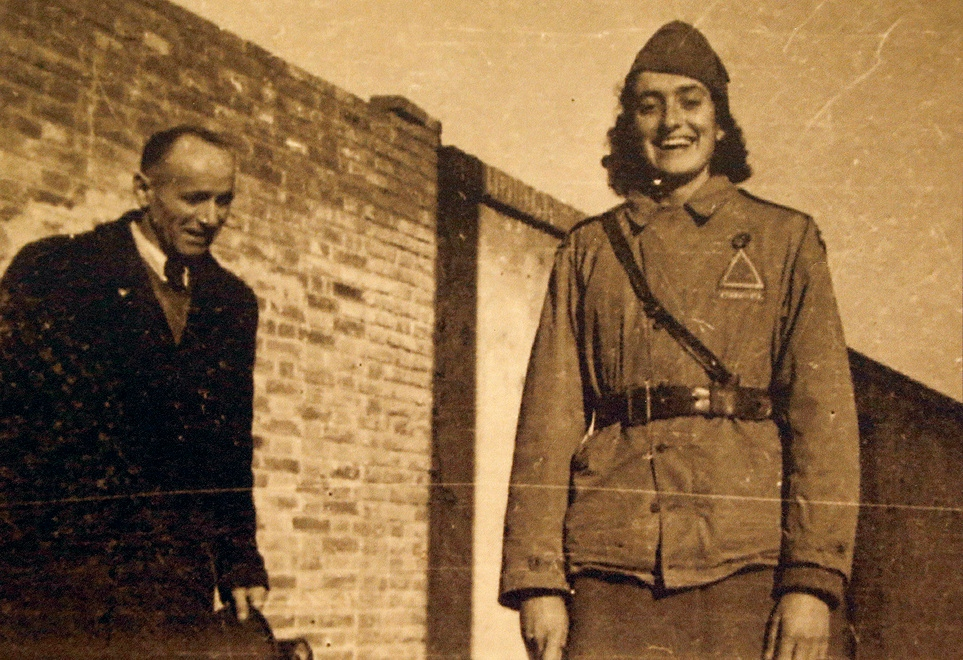
Corassori con Carmen Zanti durante la Resistenza

Nel 1923 Corassori fu processato e condannato a quattro mesi di reclusione e nel 1925 incappò nuovamente nella giustizia, venendo denunciato per le sue idee antifasciste mentre era al lavoro in un'azienda vinicola di Modena. Tali esperienze lo convinsero a consacrare definitivamente la sua vita alla lotta contro il fascismo.
Per sfuggire al carcere, scelse di trasferirsi a Milano, ma nel 1927 fu nuovamente arrestato, condotto a Roma e condannato a dieci anni di carcere dal tribunale speciale. Ne scontò solo sei per effetto dell'amnistia che gli fu concessa nel 1932, dopo avere girovagato per le carceri di mezza Italia (Volterra, Pallanza e Lucca).
Nell'ottobre del 1933, dopo essersi trasferito a Littoria per motivi di lavoro, subì l'ennesimo arresto, venendo confinato sull'isola di Ponza per quasi sei anni, durante i quali però ebbe la possibilità di conoscere numerosi membri del movimento antifascista italiano. Tra di essi era presente anche Giorgio Amendola.
Nell'agosto del 1939 fece ritorno a Carpi, ma dopo poco fu richiamato alle armi, anche se solo per pochi mesi. Dall'estate del 1940 al momento della caduta di Mussolini svolse lavori di vario tipo, sempre nella cittadina modenese di adozione.
Dopo l'Armistizio, fu uno dei protagonisti della lotta di liberazione, principalmente nel territorio provinciale modenese, come responsabile militare, ma anche a Reggio Emilia come membro del triumvirato nord Emilia e in altre province della regione, dipendendo direttamente dal triumvirato Emilia Romagna.

### Sindaco di Modena

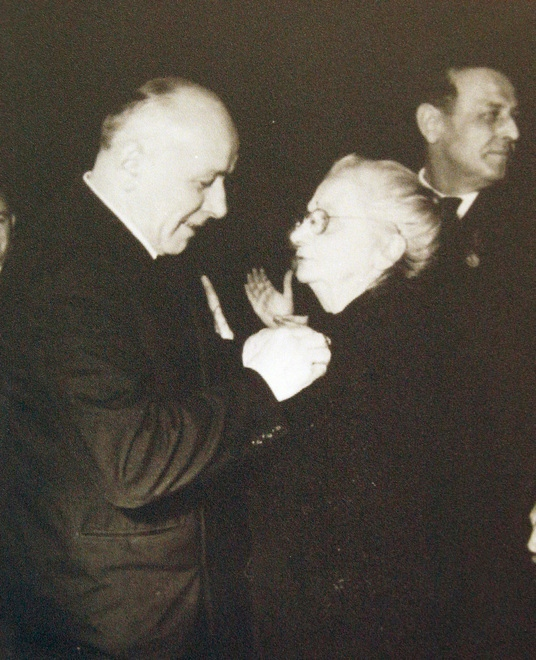
Corassori con Bice Ligabue

Il 22 aprile 1945, mentre ancora si combatteva per le strade cittadine, assunse la carica di sindaco di Modena su designazione del Comitato di Liberazione Nazionale, facendo immediatamente della ricostruzione una battaglia sulla quale impegnarsi con la stessa dedizione con cui aveva combattuto il fascismo.
Il 2 giugno 1946, dopo essere stato eletto deputato all'Assemblea Costituente, chiese al partito di rinunciare per rimanere al suo posto in municipio. Si dimise l'11 settembre dello stesso anno, acquisendo così la possibilità di partecipare, in qualità di primo cittadino, alla cerimonia di appuntamento della Medaglia d'oro al Valor Militare al gonfalone della sua città, che ebbe luogo l'8 dicembre 1947 in presenza dell'allora Presidente della Repubblica Enrico De Nicola.
Durante i suoi mandati, Corassori fu anche testimone di numerosi episodi tragici, come l'eccidio delle Fonderie Riunite di Modena del 9 gennaio 1950 causato dal fuoco delle forze dell'ordine, che uccisero sei operai e ferirono 200 persone che partecipavano ad una manifestazione organizzata dai sindacati contro la decisione di Adolfo Orsi di licenziare oltre 500 dipendenti delle Fonderie Riunite.
Nel discorso all'assemblea dei gruppi parlamentari di sinistra e dei sindaci che si riunì dopo il tragico avvenimento, Corassori tentò di parlare della grave situazione che si era venuta a creare nel modenese a causa dei licenziamenti per motivi politici a cui ricorsero le maggiori industrie provinciali, ma denunciò di non essere stato ascoltato dall'autorità prefettizia nel momento a cui si rivolse insieme ai suoi collaboratori per cercare una soluzione al problema.
Anche negli anni successivi continuò ad occuparsi della grave situazione che attanagliava le fonderie, arrivando persino a scrivere un breve documento dal titolo "Anni di lotta alle Fonderie Riunite", per rendere pubblica la sua preoccupazione. Parlò anche del dovere dell'amministrazione comunale di occuparsi della salvaguardia dei lavoratori e condannò l'atteggiamento del proprietario.
Come amministratore, negli anni compresi tra il 1954 e il 1961 contribuì alla trasformazione del sistema di trasporto urbano, alla costruzione del mercato bestiame, alla creazione del villaggio artigiano e si occupò personalmente della risoluzione del problema che si venne a creare nel maggio del 1961 con il tentativo di organizzazione, da parte del Movimento Sociale Italiano, di manifestazioni neo-fasciste nella sua città. In tale occasione Corassori, comunicando tempestivamente via telegrafo con il Presidente del Consiglio e Ministro degli Interni, riuscì ad impedire che sfociassero in un conflitto con le opposte fazioni comuniste.

### Gli ultimi anni
Dopo essere stato eletto alla guida del municipio di Modena per ben 4 legislature (1946, 1951, 1956 e 1960), Corassori si dimise nel settembre del 1962, in circostanze ancora oggi poco chiare.
Morì improvvisamente la notte del 27 novembre 1965, a 62 anni.